# Stazione di Takatsuki-shi
La Stazione di Takatsuki-shi (高槻市駅?, Takatsuki-shi-eki) è una stazione ferroviaria delle Ferrovie Hankyū situata a Takatsuki, nella prefettura di Ōsaka. Attualmente la stazione di Takatsuki-shi riveste un ruolo importante lungo la linea, essendo fermata per tutti i tipi di treni, e capolinea di alcuni treni locali o provenienti dalla linea Sakaisuji della metropolitana di Osaka. A circa 700 metri di distanza è situata la stazione di Takatsuki gestita dalla JR West.

## Storia
La stazione venne aperta nel gennaio 1928 e fu momentaneamente il capolinea della linea per Kyoto, che fu estesa in quest'ultima nel novembre dello stesso anno. Ha il nome presente dal 1943, mentre fino ad allora era chiamata stazione di Takatsuki-machi. Nel 1994 è stata ricostruita con i binari sopraelevati.

## Linee
- Ferrovie Hankyū
  - ■ Linea principale Hankyū Kyōto

## Intorno alla stazione
- Stazione di Takatsuki[1](distanza di 700 m)
- Grandi magazzini Matsuzakaya (松坂屋, 6 minuti a piedi[2]
- Università di Kansai Takatsuki Muse Campus (10 minuti a piedi[3])
- Castello Takatsuki (高槻城, 10 minuti a piedi)

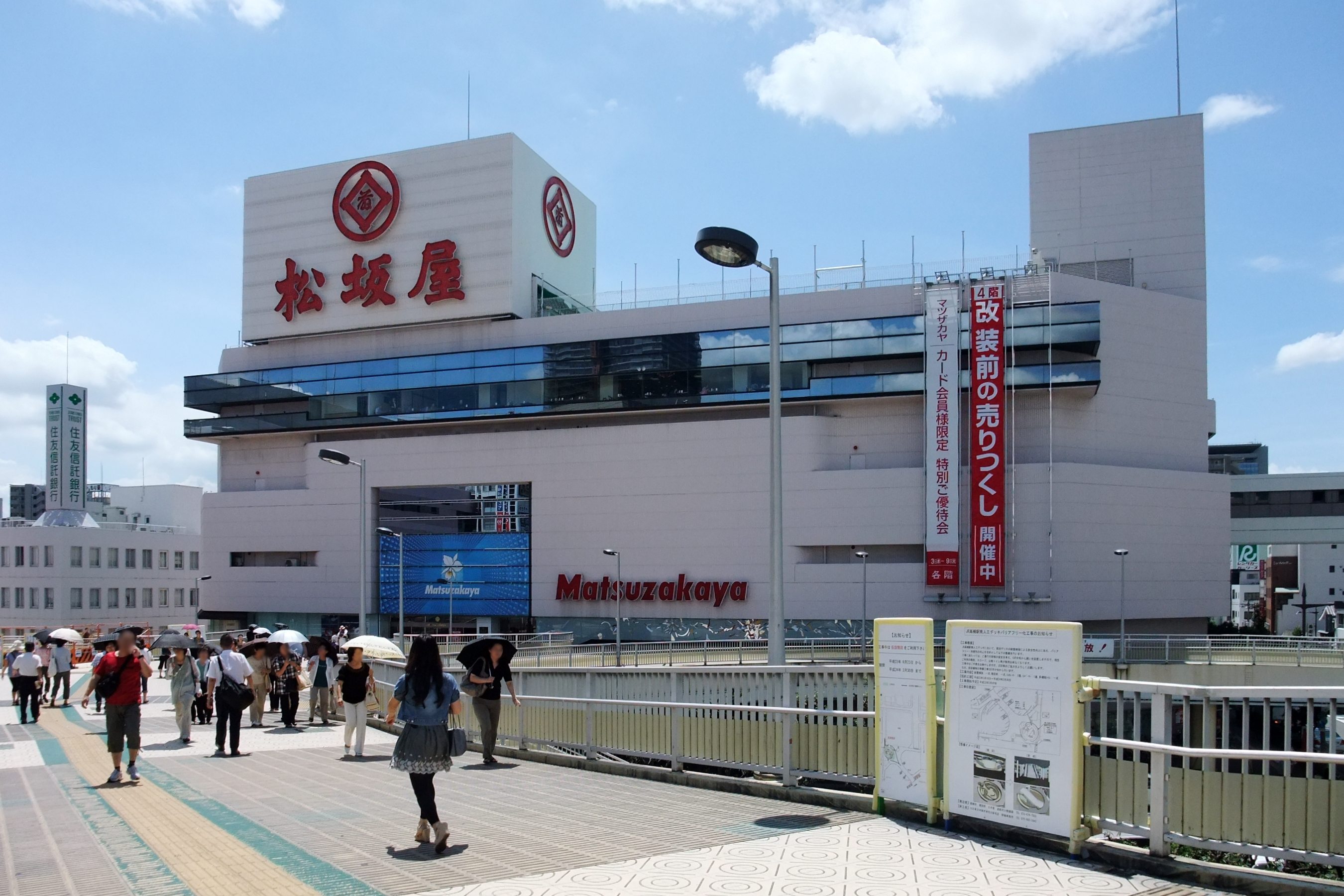
Matsuzakaya Takatsuki
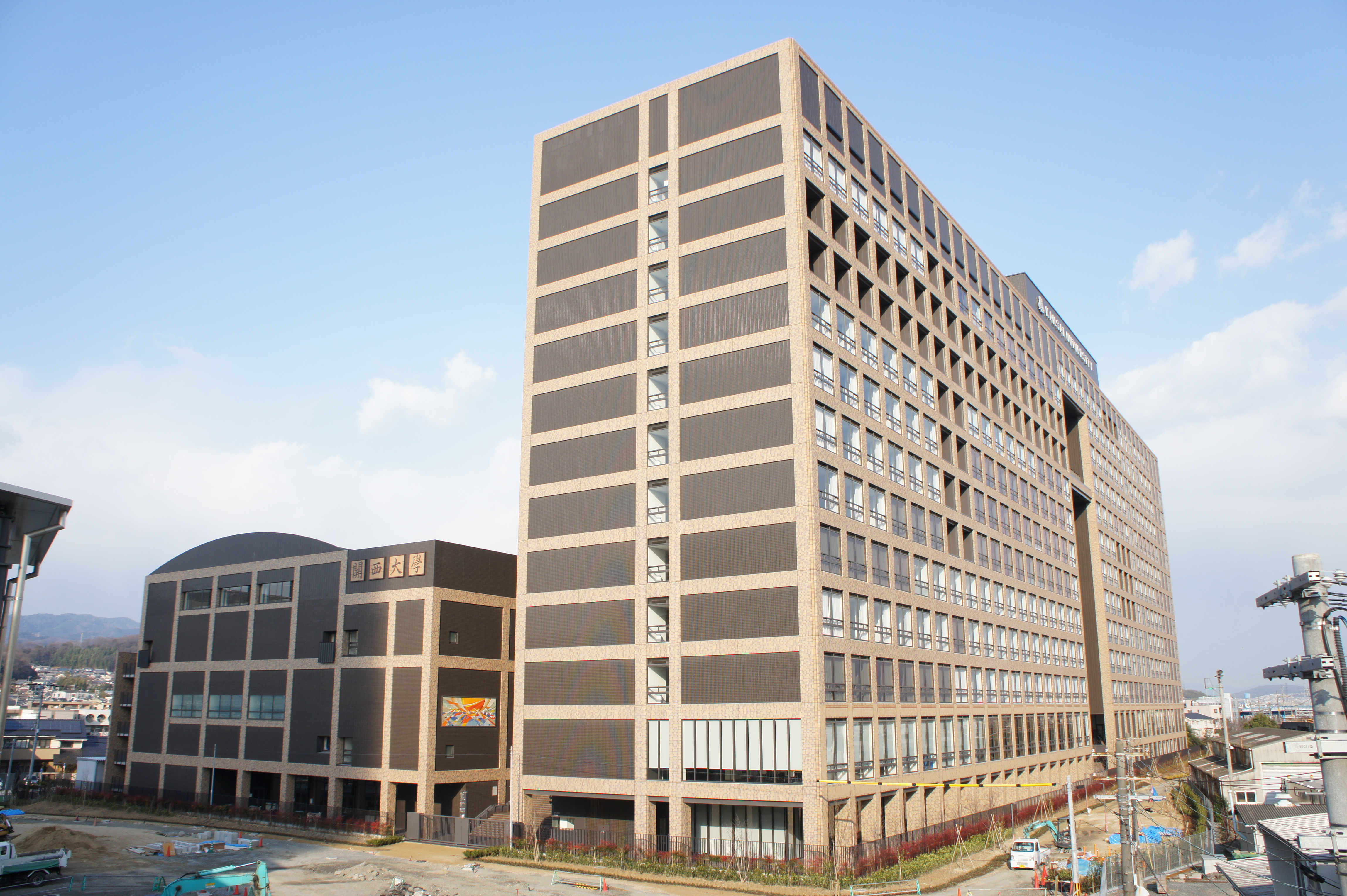
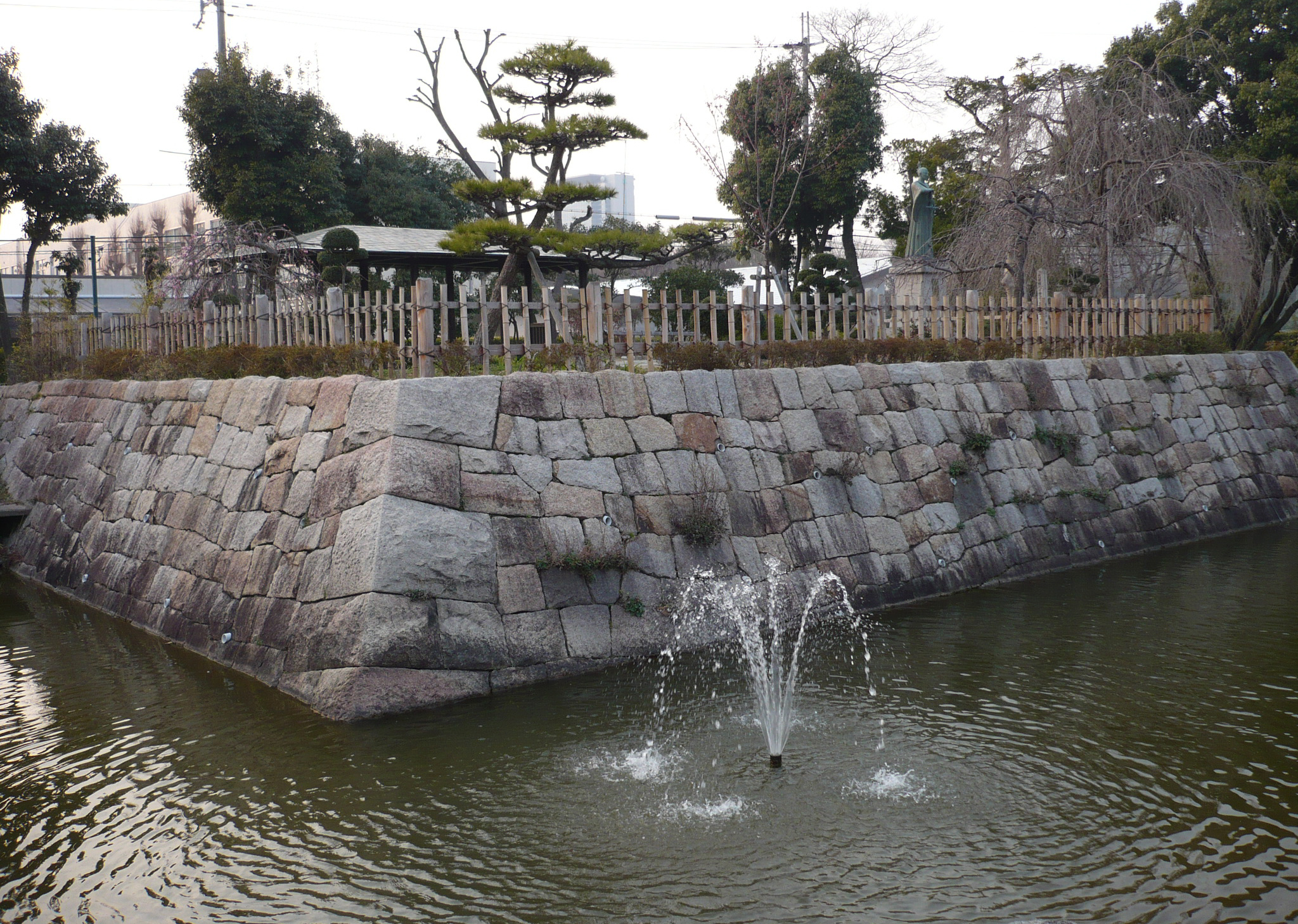
Castello Takatsuki